# Astragalus sarcocolla
Astragalus sarcocolla är en ärtväxtart som beskrevs av Dymock. Astragalus sarcocolla ingår i släktet vedlar, och familjen ärtväxter. Inga underarter finns listade i Catalogue of Life.